# روهان براونينج
روهان براونينج (بالإنجليزية: Rohan Browning) هو منافس ألعاب قوى أسترالي، ولد في 31 ديسمبر 1997 في Crows Nest, New South Wales ‏ في أستراليا.

## وصلات خارجية
- روهان براونينج على موقع الاتحاد الدولي لألعاب القوى (الإنجليزية)
- روهان براونينج على موقع النتائج التاريخية لألعاب القوى الأسترالية (الإنجليزية)
- روهان براونينج على موقع اللجنة الأولمبية الدولية (الإنجليزية)
- روهان براونينج على موقع أوليمبيديا (الإنجليزية)
- روهان براونينج على موقع اللجنة الأولمبية الأسترالية (الإنجليزية)